# Gematigd loofbos of gemengd bos
Het Gematigd loofbos of gemengd bos is een WWF-bioom dat vooral gekenmerkt wordt door gematigd loofbos soms gemengd met naaldbos.
Temperaturen en neerslaghoeveelheden kunnen aanzienlijk verschillen.
Kenmerkende soorten loofbomen zijn die van de geslachten Quercus spp. (eik), Fagus spp. (beuk), Betula spp. (berk), en Acer spp (esdoorn). Deze bossen hebben een vierlagenstructuur. De dominante grootste bomen vormen een kroonlaag, daaronder is een boomlaag van andere volwassen bomen te onderkennen, daar weer onder een laag struikgewas en ten slotte op de vloer zijn er kruidplanten. 
Dit type bos is vooral kenmerkend voor het florarijk Holarctis, maar komt ook voor op bijvoorbeeld Nieuw-Zeeland.
Het bioom kan ook andere elementen bevatten zoals drasland of duingebied.
De mens heeft grote delen van dit type bos omgekapt en er is veel fragmentatie van de overgebleven stukken die soms vooral de grotere dieren parten speelt.